# Linda Muir
Linda Muir ist eine kanadische Kostümbildnerin. Bekannt wurde sie vor allem durch ihre Arbeit an Filmen des Regisseurs Robert Eggers.

## Leben
Linda Muir begann ihre Karriere 1975 als Kostüm- und Bühnenbildnerin am Theater. Sie wirkte unter anderem in Toronto an Theatern wie dem Theatre Second Floor, am Tarragon Theatre, am Theatre Passe Muraille, am Toronto Free Theatre, am Necessary Angel von Richard Rose, am Royal Alexandra Theatre sowie außerhalb von Toronto am Manitoba Theatre Centre in Winnipeg und am Mabou Mines in New York City.
In den frühen 1980er Jahren erhielt sie vom Canada Council Fördermittel, die es ihr erlaubten, nach Europa zu reisen, wo sie als Gastdesignerin am Half Moon Theatre in London tätig war. Während dieser Zeit recherchierte sie zu historischen Kostümen in Museen in London, Rom, Florenz und Venedig.
Ab der zweiten Hälfte der 1980er Jahre war Muir auch für kanadische Film- und Fernsehproduktionen tätig. Sie arbeitete mit Regisseuren wie François Girard, John Candy, Atom Egoyan und John Greyson. Muir verantwortete das Kostümbild des Horrorfilms The Witch (2015), dem Regiedebüt von Robert Eggers. Für Eggers arbeitete sie auch bei den Spielfilmen Der Leuchtturm, The Northman und Nosferatu – Der Untote.
Für ihre Arbeit an Nosferatu – Der Untote wurde sie bei der Oscarverleihung 2025 für den Oscar in der Kategorie Bestes Kostümdesign nominiert.
Muir lebt im kanadischen Toronto.

## Filmografie (Auswahl)
- 1987: Sharon, Lois & Bram’s Elephant Show (Fernsehserie, 2 Episoden)
- 1988–1991: Ultraman – Mein geheimes Ich (My Secret Identity, Fernsehserie, 69 Episoden)
- 1989: Cold Comfort
- 1991: Johann’s Gift to Christmas (Fernsehfilm)
- 1993: 32 Variationen über Glenn Gould (Thirty Two Short Films About Glenn Gould)
- 1994: Lieber Alaska als diese Frau (Hostage for a Day, Fernsehfilm)
- 1994: Exotica
- 1994: Satie and Suzanne
- 1994, 1995: Great Performances (Fernsehserie, 2 Episoden)
- 1995: Wenn die Nacht beginnt (When Night Is Falling)
- 1995: Dido & Aeneas
- 1996: Lilies – Theater der Leidenschaft (Lilies – Les feluettes)
- 1997: The Assistant
- 1997: Hilfe, ich habe eine Familie! (Borrowed Hearts, Fernsehfilm)
- 1997: Am zweiten Weihnachtstag (On the 2nd Day of Christmas, Fernsehfilm)
- 1998: Heirate nie einen Cowboy (Nothing Too Good for a Cowboy, Fernsehfilm)
- 1998: Dog Park
- 1998: Little Men (Fernsehserie, 3 Episoden)
- 1999: Jacob Two Two Meets the Hooded Fang
- 1999: Forget Me Never (Fernsehfilm)
- 2000: Flowers for Algernon (Fernsehfilm)
- 2000: The Perfect Son
- 2000: Harry’s Case (Fernsehfilm)
- 2001: The Wandering Soul Murders (Fernsehfilm)
- 2001: A Colder Kind of Death (Fernsehfilm)
- 2002: Torso – Das Geheimnis der schwarzen Witwe (Torso: The Evelyn Dick Story, Fernsehfilm)
- 2002: The Associates (Fernsehserie, 17 Episoden)
- 2002: Charms for the Easy Life (Fernsehfilm)
- 2002–2005: The Eleventh Hour (Fernsehserie, 38 Episoden)
- 2003: Foolproof – Ausgetrickst (Foolproof)
- 2004: Ein anderer Frieden (A Separate Peace, Fernsehfilm)
- 2007: All Hat
- 2008–2009: Mensch, Derek! (Life with Derek, Fernsehserie, 18 Episoden)
- 2009–2010: Jared ‚Coop‘ Cooper – Highschoolanwalt (Overruled!, Fernsehserie, 13 Episoden)
- 2011: Mulroney: The Opera
- 2012: The Secret Disco Revolution
- 2012: XIII – Die Verschwörung (XIII: The Series, Fernsehserie, 13 Episoden)
- 2014: Cassie – Ein verhexter Sommer (The Good Witch’s Wonder, Fernsehfilm)
- 2015: The Witch
- 2015–2016: Bitten (Fernsehserie, 20 Episoden)
- 2016: Rupture – Überwinde deine Ängste (Rupture)
- 2017: Ransom (Fernsehserie, 2 Episoden)
- 2017–2018: Murdoch Mysteries (Fernsehserie, 19 Episoden)
- 2019: Der Leuchtturm (The Lighthouse)
- 2019: Slasherman – Random Acts of Violence (Random Acts of Violence)
- 2022: The Northman
- 2024: Nosferatu – Der Untote (Nosferatu)

## Auszeichnungen und Nominierungen (Auswahl)
BAFTA Awards
- 2025: Nominierung für das Beste Kostümbild (Nosferatu – Der Untote)

Critics’ Choice Movie Award
- 2025: Nominierung für die Besten Kostüme (Nosferatu – Der Untote)

Genie Awards
- 1994: Auszeichnung für die Beste Leistung im Kostümdesign (Exotica)
- 1996: Auszeichnung für die Beste Leistung im Kostümdesign (Lilies – Theater der Leidenschaft)
- 1996: Nominierung für die Beste Leistung im Kostümdesign (When Night Is Falling)
- 2000: Nominierung für die Beste Leistung im Kostümdesign (Jacob Two Two Meets the Hooded Fang)

Oscar
- 2025: Nominierung für das Beste Kostümbild (Nosferatu – Der Untote)

Satellite Awards
- 2025: Nominierung für die Beste Kostümdesign (Nosferatu – Der Untote)